# Église Saint-Gobain de Saint-Gobain
L'église Saint-Gobain est une église située à Saint-Gobain, en France. Elle est dédiée à Gobain de Voas.

## Localisation
L'église est située sur la commune de Saint-Gobain, dans le département de l'Aisne.

## Historique
Le monument est classé au titre des monuments historiques en 1921.

### Articles liés
- Liste des monuments historiques de l'Aisne
- Liste des églises de l'Aisne